# 王万林
王万林（1928年6月—2020年1月1日），男，江苏如东人，中国人民解放军海军将领。

## 生平
1947年参加中国人民解放军。1948年加入中国共产党。曾任苏南军区副排长，参加过淮海战役、渡江战役等战役。1951年自空军航空学校毕业。1952年参加抗美援朝战争，任中国人民志愿军空军飞行大队长，曾击落敌机1架。1954年任中国人民解放军海军航空兵飞行大队长，在浙东沿海率1个中队击落台湾中华民国空军飞机3架、击伤1架。后来历任海军航空兵团长、师长，海军南海舰队航空兵司令员，海军副司令员，海军航空兵部副司令员。2020年1月1日在北京逝世。